# 露絲·奈嘉
露絲·奈嘉（英語：Ruth Negga，1982年1月7日—）是一名愛爾蘭女演員。作品如電影《孤立無援》（2005年）、《冥王星早餐》（2005年）、《愛侶》（2016年）、《魔獸：崛起》（2016年）、《末日之戰》（2013年）與《星際救援》（2019年），以及電視劇《愛恨兩邊緣》（2010年至2011年）、《神盾局特工》（2013年至2015年）和《傳教士》（2016年至2019年）。
2009年，她憑在舞台劇《費德爾》中的演出而贏得伊恩查里森獎。2016年，電影《愛侶》让她获得奥斯卡奖、金球奖、独立精神奖最佳女主角提名，赢得卫星奖最佳女主角。

## 早期生活
奈嘉1982年出生在亚的斯亚贝巴。她是家里的独生女，父亲是埃塞俄比亚人，在她7岁那年因车祸去世。母亲是爱尔兰人。4岁以前一直住在埃塞俄比亚，后在爱尔兰的利默里克长大。2006年起移居伦敦。
奈嘉曾在都柏林的三一学院进修，并取得学士学位。

## 個人生活
自2010年起，她在倫敦已與演員多明尼克·庫柏共居多年。交往六年後，奈嘉透露兩人已分手，但兩人仍是好友關係。

## 外部連結
- 露絲·奈嘉在互联网电影资料库（IMDb）上的資料（英文）
- Pan Pan Theatre official website （页面存档备份，存于）